# Eliška Zhořelecká
Eliška Zhořelecká (listopad 1390, Hořovice – 3. srpna 1451, Trevír) byla jedinou dcerou vévody Jana Zhořeleckého, syna Karla IV., a švédské princezny Kateřiny Meklenburské a v letech 1411 až 1443 vládnoucí lucemburskou vévodkyní. Byla poslední legitimní příslušnicí císařské větve rodu Lucemburků.

## Život
Lucemburské vévodství Elišce odkázal roku 1411 (po smrti předchozího vládce Jošta Moravského) její strýc Zikmund Lucemburský, protože je nebyl schopný vyplatit. Dne 16. července 1409 se v Bruselu Eliška vdala za Antonína Brabantského, který ji až do své smrti v bitvě u Azincourtu roku 1415 ochraňoval před lucemburskou šlechtou. Měli spolu dvě děti: Viléma (2. června 1410 – 10. července 1410) a dceru neznámého jména narozenou roku 1412.
V roce 1416 se objevily plány, že se s Eliškou ožení Vladislav II. Jagello. Vladislav se na tento svazek nedíval nadšeně a Eliška svou odpověď formulovala tak, že se jí „nechce do další svatby“. Eliščiným druhým manželem se roku 1418 stal Jan III. Bavorský. Toto manželství zůstalo bezdětné a Jan zemřel roku 1425. Po jeho smrti se dvojnásobná vdova ocitla v těžkých dluzích.
Roku 1441 uzavřela dohodu s burgundským vévodou Filipem III. Dobrým, která mu umožňovala okamžitě převzít administrativu Lucemburska a zdědit po její smrti vévodství. Filip souhlasil, ale o dva roky později nařídil na její území noční útok a převzal území hned. Eliška byla ze země vypovězena.
Zesnula v létě 1451 a k poslednímu odpočinku byla uložena ve františkánském kostele sv. Trojice v Trevíru. Na místě stojí dnes jezuitský kostel, kde je k vidění Eliščin epitaf, považovaný za dílo Nicolause Gerhaerta.